# Naoki Urasawa
Naoki Urasawa (jap. 浦沢 直樹 Urasawa Naoki; ur. 2 stycznia 1960 w Fuchū) – japoński mangaka i muzyk, autor serii takich jak Monster, 20th Century Boys, czy Pluto. Mangę rysuje od czwartego roku życia, a przez większość swojej kariery zawodowej tworzył jednocześnie dwie serie. Historie do wielu z nich zostały napisane wspólnie z jego byłym redaktorem, Takashim Nagasakim. Urasawa został uznany za jednego z artystów, którzy zmienili historię mangi, a także zdobył wiele prestiżowych nagród, w tym trzykrotną Nagrodę Shōgakukan Manga, dwukrotną Nagrodę Kulturalną im. Osamu Tezuki oraz Nagrodę Kōdansha Manga. Do grudnia 2021 jego różne prace liczyły w obiegu ponad 140 milionów egzemplarzy na całym świecie.

## Wczesne życie
Urasawa wymienił Osamu Tezukę jako jednego ze swoich bohaterów, szczególnie ceniąc jego mangę Hi no tori. Wątki „Chijō saidai no robotto” i „Jinkō taiyō” z Astro Boya Tezuki były jego pierwszymi doświadczeniami z mangą w wieku czterech lub pięciu lat. Mniej więcej w tym samym czasie zaczął sam rysować mangę, a w wieku ośmiu lat stworzył swoją pierwszą kompletną historię. Nawet za młodu Urasawa dostrzegał przepaść między pracą swoją a pracą „prawdziwego mangaki”. Mówił, że potrafił również rozpoznać mangę, która była „skomercjalizowana” i stworzona tylko dla pieniędzy, czego nie chciał robić. Dlatego nigdy nie myślał o zostaniu profesjonalnym mangaką i ukończył studia na Uniwersytecie Meisei z dyplomem z ekonomii.

## Kariera

### Debiut i sukces: 1982–2009
Kiedy Urasawa odwiedził wydawnictwo Shōgakukan, aby ubiegać się o pracę w biznesie, z ciekawości postanowił przynieść kilka narysowanych przez siebie mang. Redaktor magazynu Shūkan Shōnen Sunday nie poświęcił mu czasu, ale redaktor naczelny Big Comic Original akurat przechodził obok i uznał, że praca lepiej nadaje się do Big Comic Spirits, i zabrał Urasawę do ich działu redakcyjnego. Ostatecznie Urasawa zgłosił mangę do nagrody New Manga Artist Award w 1982 roku, którą wygrała jego niepublikowana praca Return. Dopiero wtedy pomyślał on o zostaniu profesjonalnym mangaką. Rok po zdobyciu nagrody poznał Takashiego Nagasakiego, który został jego długoletnim redaktorem i współpracownikiem.
Po pracy jako asystent, Urasawa zadebiutował w 1983 roku one-shotem Beta!, który został opublikowany w specjalnym numerze Golgo 13. W kolejnym roku stworzył jednotomową mangę zatytułowaną Odoru keikan. W 1985 roku Urasawa rozpoczął pracę nad swoją pierwszą dużą pracą, zatytułowaną Pineapple Army, której był ilustratorem, podczas gdy za scenariusz odpowiadał Kazuya Kudo. Manga ukazywała się w półmiesięczniku Big Comic Original do 1988 roku i została zebrana w ośmiu tomach tankōbon. W trakcie rysowania Pineapple Army Urasawa rozpoczął prace na serią Yawara!, którą sam napisał i zilustrował. Manga ta ukazywała się w latach 1986–1993 w tygodniku Big Comic Spirits i została zebrana w 29 tomach. W 1989 roku Urasawa otrzymał za nią Nagrodę Shōgakukan Manga w kategorii ogólnej. W tym samym roku została ona zaadaptowana także na film live action i telewizyjny serial anime.
Po zakończeniu Pineapple Army rozpoczął pracę nad serią Master Keaton dla magazynu Big Comic Original w listopadzie 1988. Urasawa wykonał do niej ilustracje, natomiast scenariusz napisał Hokusei Katsushika. Seria zakończyła się w sierpniu 1994 roku i została zebrana w 18 tomach. Adaptacja anime rozpoczęła się w 1998 roku, a zakończyła dwa lata później jako OVA. Po zakończeniu Yawary! Urasawa rozpoczął kolejną samodzielną serię zatytułowaną Happy!, która ukazywała się w magazynie Big Comic Spirits w latach 1993-1999. Manga ta została zebrana w 23 tomach. W 2006 roku została zekranizowana w postaci dwóch filmów telewizyjnych.
Po zakończeniu mangi Master Keaton Urasawa rozpoczął pracę nad serią Monster, jej pierwszy rozdział opublikował zaś w grudniu 1994 w magazynie Big Comic Original. W 1999 roku otrzymał z nią Nagrodę Kulturalną im. Osamu Tezuki, a dwa lata później drugą Nagrodę Shōgakukan Manga w kategorii ogólnej. Seria zakończyła się w grudniu 2001, została zebrana w 18 tomach, a w 2004 roku została zaadaptowana na telewizyjny serial anime. Junot Díaz, zdobywca Nagrody Pulitzera w dziedzinie beletrystyki, pochwalił Monstera i ogłosił, że: „Urasawa jest narodowym skarbem Japonii”. Wraz z zakończeniem Happy! w 1999 roku Urasawa rozpoczął tworzenie serii 20th Century Boys w magazynie Big Comic Spirits. W 2001 roku przyniosła mu ona Nagrodę Kōdansha Manga w kategorii ogólnej i trzecią nagrodę Shōgakukan Manga w kategorii ogólnej w 2002 roku. Manga została zakończona w 2006 roku i została zebrana w 22 tomach. Historia była krótko kontynuowana jako 21st Century Boys w 2007 roku, które zostało zebrane w dwóch tomach. 20th Century Boys zostało zaadaptowane na trzy filmy live action, wydane w 2008 i 2009 roku.
Podczas prac nad 20th Century Boys Urasawa zaczął adaptować historię z Astro Boya Osamu Tezuki, zatytułowaną „Chijō saidai no robotto”, w celu stworzenia serii Pluto. Była ona publikowana w magazynie Big Comic Original od 9 września 2003 do 5 kwietnia 2009 i została zebrana w 8 tomach. Otrzymał za nią drugą nagrodę kulturalną im. Osamu Tezuki. W 2008 roku Urasawa rozpoczął pracę dla wydawnictwa Kōdansha, publikując w czasopiśmie Morning mangę zatytułowaną Billy Bat. Seria ukazywała się od 16 października 2008 do 18 sierpnia 2016 i została zebrana w 20 tomach. W tym samym roku, Urasawa i Nagasaki zostali zaproszeni jako gościnni wykładowcy na Uniwersytecie Nagoya Zokei, gdzie prowadzili „Kurs nowoczesnej ekspresji: Zajęcia z mangi” dwa do trzech razy w roku, chociaż zajęcia odbywały się co miesiąc. Początkowo planowano, że kurs będzie przeznaczony tylko dla pięciu uczniów, ale ostatecznie zgodzili się rozszerzyć go do piętnastu, aby wspierać rozwijanie większej liczby „prawdziwych artystów”.

### 2010–2019
W 2010 roku Oricon przeprowadził ankietę na temat mangaków, który zmienili historię mangi, a Urasawa zajął dziesiąte miejsce. W 2011 roku Urasawa zilustrował adaptację opowieści Kōsuke Hamady zatytułowaną Naita aka oni.

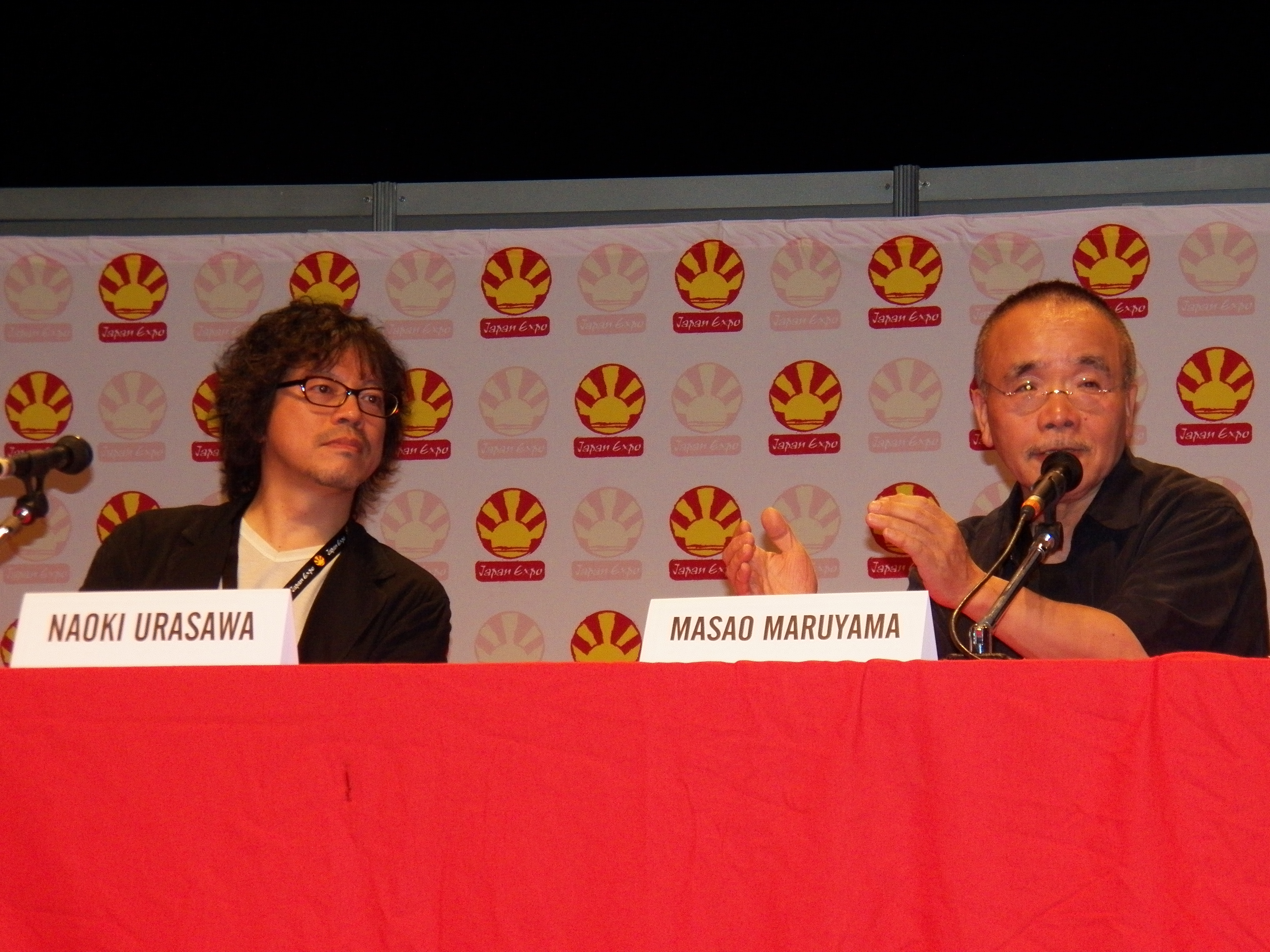
Urasawa i Masao Maruyama podczas Japan Expo 2012.

W 2012 roku Urasawa rozpoczął pracę nad kontynuacją serii Master Keaton zatytułowaną Master Keaton Remaster. Zapytany, dlaczego powrócił do serii po tak długim czasie, odpowiedział, że oryginalnie miał trudności z tworzeniem historii, jaką chciałby przedstawić ze względu na zobowiązania kontraktowe, a ponieważ ludzie dotknięci trzęsieniem ziemi i tsunami w Tōhoku w 2011 roku wyrazili swoje uznanie dla serii, skłoniło go do podjęcia decyzji o kontynuacji, chcąc coś dla nich zrobić. Manga ukazywała się na łamach magazynu Big Comic Original od marca 2012 do sierpnia 2014 i została zebrana w jednym tomie. Jako gość na Japan Expo 2012 we Francji, Urasawa opowiedział o tym, jak wszedł do branży mangi, dał pokaz rysowania na żywo i wykonał dwie piosenki jako muzyk, a następnego dnia dołączył do zespołu rockowego Hemenway na scenie.
W latach 2013–2014 Urasawa współtworzył serię esejów zatytułowaną Oyaji shū, która została opublikowana w magazynie Jump X wydawnictwa Shūeisha. Tom zawierający wkład Urasawy oraz 32 innych pisarzy, którzy również brali udział w projekcie, ukazał się w lipcu 2015. W sierpniu 2013 Urasawa stworzył swoją pierwszą „mangę o potworach” zatytułowaną Kaijū ōkoku, 41-stronicowy one-shot opublikowany w magazynie Big Comic. Urasawa jest prowadzącym serial dokumentalny Urasawa Naoki no manben na antenie NHK Educational TV. W każdym odcinku programu skupia się on na innym mangace i bada ich indywidualne style. Początkowo program wystartował jako jednorazowy specjalny odcinek w listopadzie 2014. Następnie, we wrześniu 2015 roku rozpoczął się pierwszy sezon, drugi w marcu 2016, trzeci we wrześniu 2016, a czwarty w marcu 2017. Po trzech latach serial powrócił w październiku 2020 z dopiskiem Neo na końcu tytułu. Program zdobył nagrodę Planning Award w grudniu 2015 w ramach corocznych nagród telewizyjnych Quick Japan, przyznawanych przez pisarzy telewizyjnych. Odcinek z 9 czerwca 2021, poświęcony Yoshikazu Yasuhiko, zdobył główną nagrodę w kategorii rozrywka na Japan Media Arts Festival 2022. W lipcu 2015 Urasawa zaczął współtworzyć serię kolumn Musica Nostra, która była publikowana w magazynie Grand Jump wydawnictwa Shūeisha.
Wystawa prac Urasawy odbywała się w Tokio od 16 stycznia do 31 marca 2016, po czym została przeniesiona do Osaki, gdzie trwała od 26 listopada do 25 stycznia 2017. Obejmowała ona ilustracje, rękopisy mang, notatki fabularne oraz mangi z okresu dzieciństwa artysty. W celu uczczenia 40. rocznicy wydawnictwa Les Humanoïdes Associés, Urasawa przygotował krótką, czytaną od lewej do prawej strony, kolorową mangę zatytułowaną Tanshin Funin/Solo Mission, która została zawarta w francuskiej antologii komiksowej The Tipping Point, wydanej w lutym 2016. Później, pod tytułem Turning Point, antologia ta została opublikowana we wrześniu 2017 w Japonii. Mangaka stworzył także krótką, trzystronicową mangę opowiadającą o brytyjskim zespole rockowym The Beatles z lat 60., którzy przenoszą się w czasie do roku 2016. Manga została wydana w czerwcu 2016 na stronie internetowej tokijskiej stacji radiowej InterFM897, zbiegając z programem telewizyjnym „KKBOX Here comes The Beatles” oraz 50. rocznicą wizyty zespołu w Japonii.
9 kwietnia 2017 Urasawa rozpoczął współprowadzenie programu radiowego razem z aktorem i komikiem Junjim Takadą. Audycje nadawane są w niedziele o 17:00 w Nippon Cultural Broadcasting, gdzie obaj rozmawiają o swoim życiu, zawodach i ulubionych hobby. W tym samym roku Urasawa rozpoczął także limitowaną serię Mujirushi we współpracy z francuskim Luwrem. Ukazywała się ona w magazynie Big Comic Original od 20 października 2017 do 20 lutego 2018.
W styczniu 2018 Urasawa wziął udział w 45. Międzynarodowym Festiwalu Komiksu w Angoulême we Francji, gdzie otrzymał nagrody Fauve d’honneur oraz Fauve Polar SNCF d’honneur w kategorii tajemnica. Festiwal zorganizował również wystawę jego prac, zanim ta została przeniesiona do Paryża, gdzie trwała od 13 lutego do 31 marca. 23 czerwca Urasawa był tematem programu telewizyjnego stacji Wowow Prime zatytułowanego Nonfiction W Urasawa Naoki ~Tensai mangaka no owaranai tabi~, który podążał za nim po Europie, w tym na Międzynarodowy Festiwal Komiksu w Angoulême 2018 i spotkanie z Klausem Voormannem w Niemczech. 6 października 2018 Urasawa rozpoczął publikację mangi Asadora! w magazynie Big Comic Spirits. Południowokoreański reżyser filmowy Bong Joon-ho nazwał go „największym narratorem naszych czasów” i porównał doświadczenie czytania Asadory! do możliwości powrotu i ponownego przeczytania 20th Century Boys po raz pierwszy. Listopadowy numer magazynu Gekkan Big Comic Spirits z 27 września 2018 otrzymał specjalny dodatek Urasawa Jack. Zawierał on one-shot Urasawy It’s a Beautiful Day, który powstał na podstawie historii opowiedzianej mu przez muzyka Kenjiego Endo, wywiad między nim a Shigeru Izumiyą oraz kalendarz z ilustracjami „pięknych kobiet” autorstwa artysty. 27 grudnia Urasawa był współgospodarzem specjalnej audycji radiowej o Osamu Tezuce, którą prowadził wraz z Chiaki Kuriyamą dla radiostacji Nippon Cultural Broadcasting.
W 2019 roku zaprojektował oficjalne plakaty maratonu kobiet w Osace oraz wziął udział w organizacji klasycznej imprezy charytatywnej zorganizowanej przez Toshiakiego Karasawę na rzecz odbudowy po trzęsieniu ziemi i tsunami w Tōhoku w 2011 roku. 23 stycznia 2019 Japan House Los Angeles zaprezentowało pierwszą północnoamerykańską wystawę prac Urasawy zatytułowaną „This is MANGA – the Art of NAOKI URASAWA”. Wystawa trwała do 28 marca 2019 i obejmowała ponad 400 oryginalnych rysunków i scenorysów. W dniu otwarcia wystawy Urasawa wziął udział w dyskusji z artystami i podpisywaniu książek. Następnie wystawa przeniosła się do Japan House London, gdzie trwała od 5 czerwca do 28 lipca, również z udziałem artysty. W tym samym roku Naoki Urasawa został nominowany do wejścia do Galerii sław Willa Eisnera.

### 2020–obecnie
W 2020 roku Urasawa narysował reklamy dla marki bagażów Samsonite Red oraz został wybrany do stworzenia jednego z oficjalnych plakatów na Letnie Igrzyska Olimpijskie 2020. Po raz drugi z rzędu zaprojektował plakat Maratonu Kobiet w Osace. W czerwcu tego samego roku Urasawa stworzył portret na okładkę wydania muzyki Ludwiga van Beethovena przez Universal Japan. W lipcu 2020 pojawił się również w ZK/Zunō keisatsu 50 mirai e no kodō, filmie dokumentalnym o zespole rockowym Zunō keisatsu. Urasawa wyreżyserował i zilustrował teledysk oraz stworzył ilustrację na okładkę cyfrowego singla Kazuyoshiego Saitō o tytule „Boy”, który ukazał się w marcu 2021. W listopadzie 2021 wydał swój pierwszy one-shot dla wydawnictwa Shūeisha, zatytułowany Dr. Toguro Dokuro no saigo, który został opublikowany w czasopiśmie Grand Jump z okazji 10-lecia magazynu. Do grudnia 2021 jego różne prace rozeszły się w nakładzie ponad 140 milionów egzemplarzy na całym świecie. Ponadto, w grudniu 2022 zagrał rolę poety Haruo Satō w filmie zatytułowanym Tenjō no hana.

## Styl

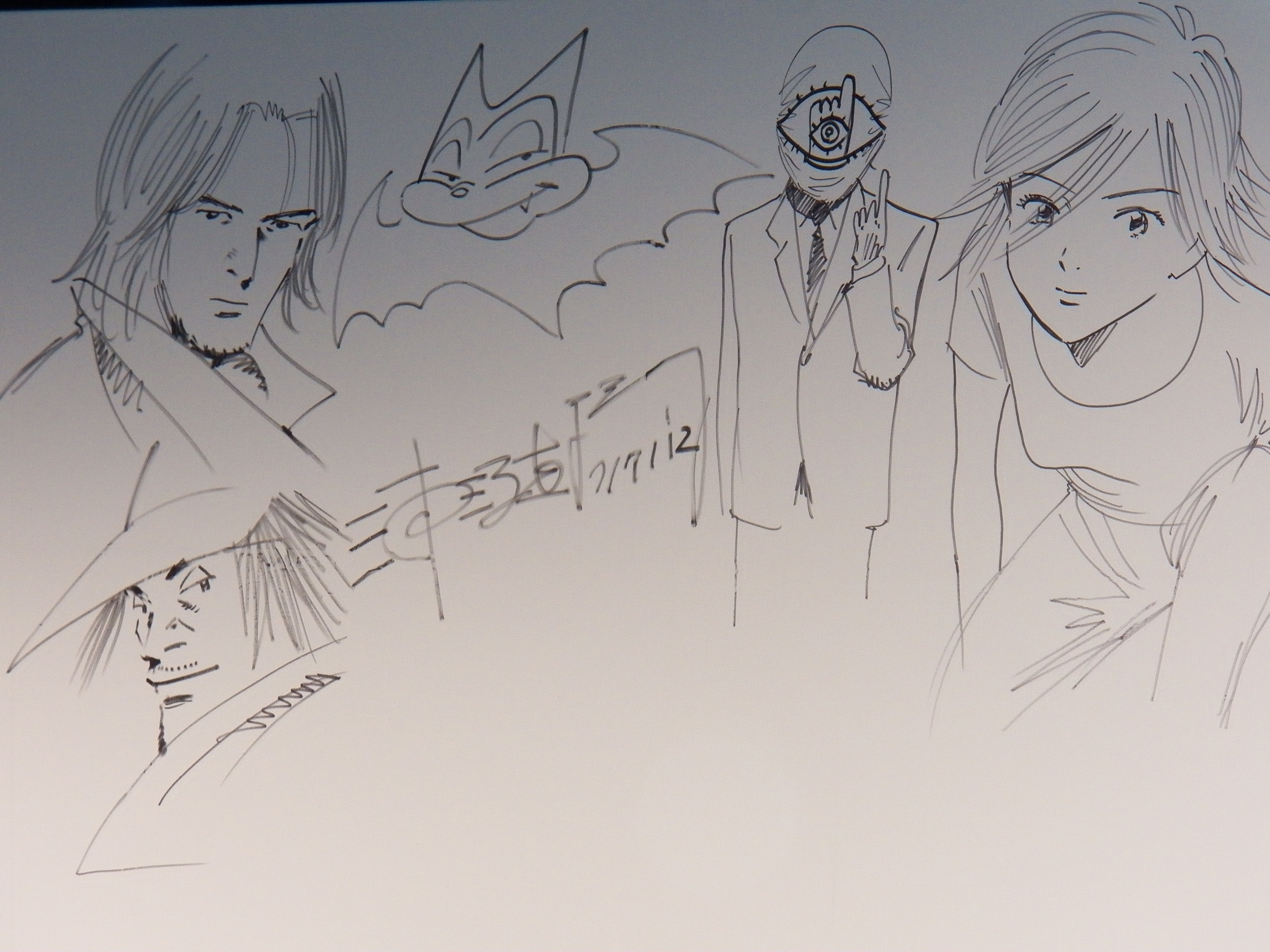
Szkic narysowany przez Urasawę podczas Japan Expo 2012.

Fusanosuke Natsume stwierdził, że zanim rozpoczął studia na uniwersytecie, styl Urasawy wykazywał wpływ prac Shinjiego Nagashimy i Osamu Tezuki z lat 70., ale dodał też że w 1979 roku stał się on zgodny ze stylem Katsuhiro Ōtomo. W 1997 roku, opowiadając o przyszłości mangi, Urasawa stwierdził, że: „Tezuka stworzył formę, która istnieje dzisiaj, potem pojawiły się karykatury, a komiksy zmieniły się ponownie, gdy na scenie pojawił się Katsuhiro Ōtomo. Myślę, że nie ma już miejsca na dalsze zmiany”. Wyraził również podziw dla francuskiego artysty bande dessinée, Moebiusa, oraz amerykańskiego powieściopisarza Stephena Kinga. Chociaż wcześniejsze prace Urasawy, takie jak Yawara!, miały lekki charakter rozrywkowy z młodymi uroczymi dziewczynami, Natsume podkreśla, że wraz z Monsterem Urasawa wypracował swój własny styl, który opisał jako realistyczny lub oparty na reżyserii, z kinowymi ujęciami paneli, zbliżonymi do stylu Ōtomo i rysowników z nurtu gekiga. Natsume zauważył również, że wiele postaci Urasawy przypomina znane gwiazdy filmowe. Sam Urasawa opisał swoje podejście do mangi jako podobne do tworzenia scenorysów filmowych i przyznał, że jego praca jest zorientowana na dorosłych, stwierdzając, że nawet jako dziecko nigdy nie lubił mang skierowanych do dzieci. Zauważył jednak, że zarówno on, jak i Ōtomo wolą, aby ich twórczość była nazywana mangą, a nie gekigą.
Zapytany o źródło swoich pomysłów, Urasawa odpowiedział: „Ilustruję przez całe życie. Inspiracja jest wszędzie, kiedy wchodzę do wanny, kiedy z niej wychodzę. Chodzi o to, czy dostrzegasz te pomysły i czy jesteś w stanie je uchwycić”. Dodał również, że nie martwi się o oczekiwania czytelników, tylko po prostu rysuje historie, które uważa za interesujące. Mangaka podkreślił, że choć manga jest często postrzegana jako prosta forma, to on sam stara się używać subtelności, aby wyrazić dramatyczne emocje, twierdząc, że w jego pracy „nie znajdziesz dwóch takich samych wyrażeń”.
Na temat swojego procesu tworzenia opowieści Urasawa stwierdził: „Kiedy zaczynam nowy projekt, zaczynam od większego wątku historii. Wizualizuję sobie zwiastun filmowy dla tej historii, a po skomponowaniu w myślach tego zwiastuna filmowego przychodzi moment, w którym jestem tak podekscytowany, że muszę napisać historię. A potem zastanawiam się: »Od czego zacząć opowiadanie tej historii?« i zazwyczaj jest to pierwszy rozdział”. Nie planuje historii z wyprzedzeniem, twierdząc, że mówi mu, w którym kierunku chce pójść, a jeśli historia nie zaskakuje nawet jego, to nie może jej kontynuować.
Nie ustala też z góry układu stron czy paneli. Rysując mangę od ponad pięciu dekad, podąża za swoim instynktem, wyjaśniając: „Kiedy zaczynam układać historię narracyjnie, kwestia tempa – rozwijanie postaci z chwili na chwilę, a następnie przeskakiwanie na dwustronicową rozkładówkę – jak określić, gdzie to się dzieje? To dla mnie jak oddychanie – wiem, kiedy wydaje się właściwe”.
Przez większość swojej kariery Urasawa pisał jednocześnie dwie różne serie. Ponieważ jedna z nich była cotygodniowo publikowaną mangą, a druga miała półroczny harmonogram wydawniczy, Urasawa miał sześć terminów w miesiącu i powiedział, że jedyny czas wolny, jaki miał, poświęcał na spanie lub jedzenie. Urasawa często współpracuje z redaktorem i autorem mang Takashim Nagasakim, do tego stopnia, że Nagasaki został nazwany jego „producentem”. Obaj poznali się, kiedy Nagasaki został redaktorem Urasawy po jego debiucie. Chociaż obaj nadal współpracują nawet po tym, jak Nagasaki został freelancerem, rzadko spotykają się poza pracą. Urasawa powiedział, że po zaadaptowaniu Yawary! na anime poprosił o możliwość sprawdzenia scenariuszy każdej z adaptacji jego dzieł. Aż do wydanej w 2018 roku Asadory! żadna z mang Urasawy nigdy nie była legalnie dostępna cyfrowo. Autor stwierdził, że woli fizyczne książki. Jednak w 2022 roku jego wcześniejsze prace zaczęły być stopniowo udostępniane w wersji cyfrowej, chociaż na razie ograniczając się wyłącznie do rynku japońskiego.

## Muzyka

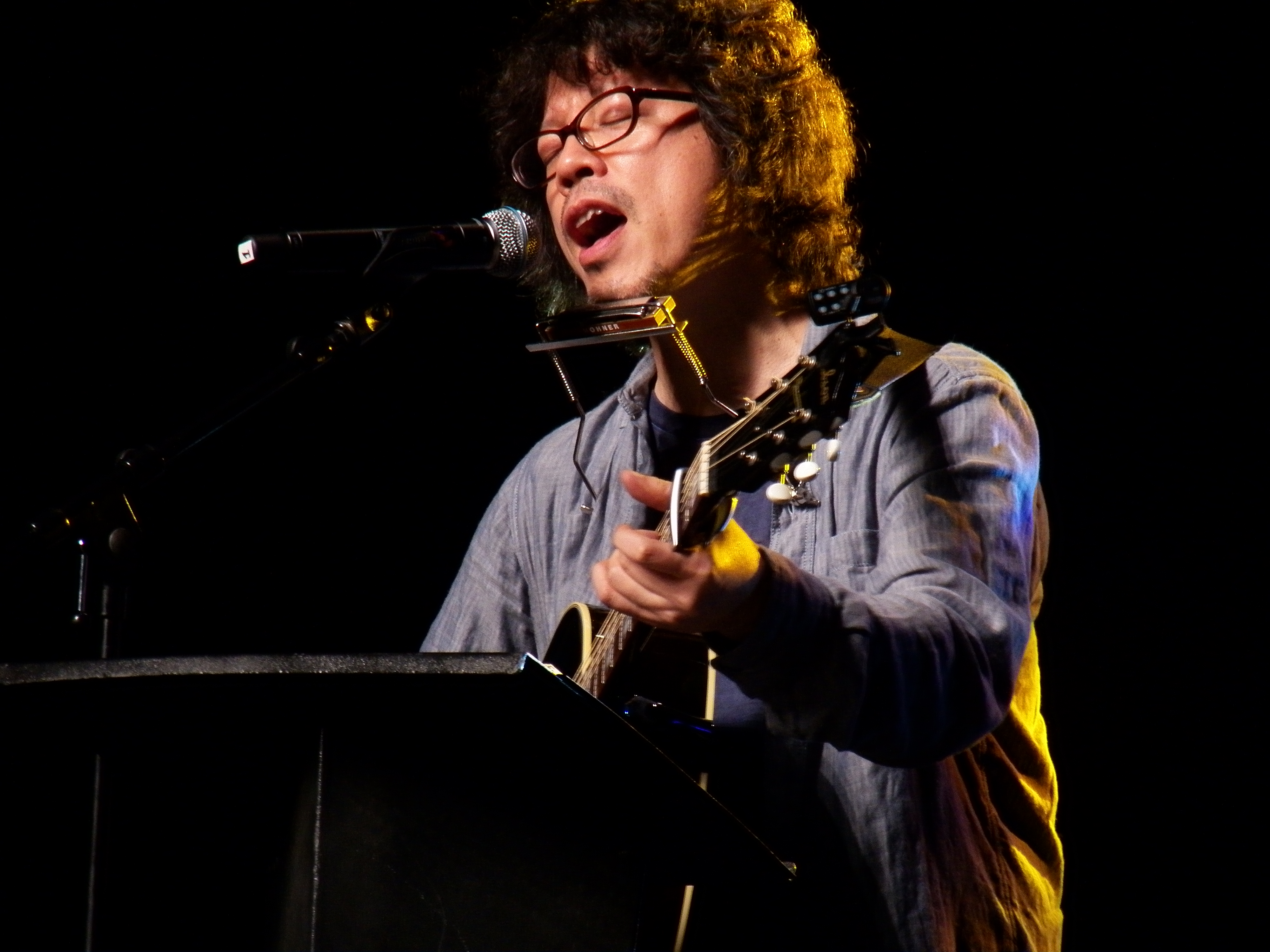
Urasawa występujący na żywo podczas Japan Expo 2012.

Urasawa jest również muzykiem. Stwierdził: „Wielu artystów naprawdę zmagało się z decyzją, czy zostać mangaką, czy muzykiem rockowym, więc te dwie rzeczy są ze sobą powiązane, są synonimami!” Urasawa rozpoczął naukę gry na gitarze w gimnazjum, zainspirowany folk-rockowymi piosenkarzami-tekściarzami Takuro Yoshidą i Bobem Dylanem.
Urasawa napisał i wykonał piosenkę zatytułowaną „Bob Lennon (Kenji no uta)” (jap. Bob Lennon (ケンヂの歌)), która została wydana na płycie CD dołączonej do pierwszego wydania 11 tomu 20th Century Boys z 2002 roku. 4 czerwca 2008 wydał limitowany singiel „Tsuki ga tottemo...” (jap. 月がとっても…), 29 listopada tego samego roku ukazał się zaś jego debiutancki album zatytułowany „Hanseiki no otoko” (jap. 半世紀の男). Oba zostały wyprodukowane przez Kōjiego Wakuia, w albumie zaś występują także Hiroyuki Namba i inni muzycy. Singiel zawierający remiks utworów „20th Century Boy” zespołu T. Rex i „Bob Lennon (Kenji no uta)” Urasawy został wydany 19 sierpnia 2009. Urasawa i Mitsuru Kuramoto napisali i wykonali piosenkę „Nigero” (jap. 逃げろ) pod nazwą „Urasawa ni mitsuru” (jap. 浦沢に美津留), która stała się motywem przewodnim programu telewizyjnego Tsubuyaki sanshirō ~Ippon nau!~ wyprodukowanego przez NTT docomo. W 2012 roku podczas Japan Expo Urasawa wykonał japońskie covery utworów „Girl from the North Country” Boba Dylana i „Guta lala suda lala” ze swojej serii 20th Century Boys, z kolei następnego dnia dołączył do zespołu rockowego Hemenway na scenie.
Drugi album, zatytułowany „Mannon” (jap. 漫音), który Urasawa sam napisał i wyprodukował, został wydany w 2016 roku. Urasawa napisał demo utworu zatytułowanego „Kanashiki LA tengoku” (jap. 悲しきLA天国) i wysłał je do muzyka Mike'a Violi, który dokończył utwór i zaprosił Urasawę do Los Angeles, aby w nim zagrał. Osoby grające w utworze to Urasawa, Viola, perkusista Jim Keltner i Mitsuru Kuramoto. Utwór znalazł się na albumie zatytułowanym The Best of Mike Viola, który został wydany 22 stycznia 2020, a jego wykonanie przypisano Monace. W 2020 roku Urasawa był jedną z wielu osób, które przesłały teksty, które zostały zaadaptowane następnie przez Sunplaza Nakano-kun do nowej wersji piosenki zespołu Bakufu Slump z 1984 roku, zatytułowanej „Murida! Ketteihan” (jap. 無理だ！決定盤).

## Twórczość

### Manga
- Pineapple Army (jap. パイナップルARMY Painappuru āmī) (1985–1988, scenariusz: Kazuya Kudo)
- Yawara! (jap. ヤワラ) (1986–1993)
- Master Keaton (jap. MASTERキートン Masutā Kīton) (1988–1994, scenariusz napisany we współpracy z Hokuseiem Katsushiką i Takashim Nagasakim)
- Happy! (1993–1999)
- Monster (jap. モンスタ Monsutā) (1994–2001)
- 20th Century Boys. Chłopaki z dwudziestego wieku (jap. 20世紀少年 Nijusseiki shōnen) (1999–2006)
- Pluto (jap. プルートウ Purūtō) (2003–2009, scenariusz napisany we współpracy z Takashim Nagasakim, na podstawie pracy Osamu Tezuki)
- 21st Century Boys (jap. 21世紀少年 Nijūichiseiki shōnen) (2007)
- Billy Bat (jap. ビリーバット Birī batto) (2008–2016, scenariusz napisany we współpracy z Takashim Nagasakim)
- Master Keaton Remaster (jap. MASTERキートン Reマスター Masutā Kīton rimasutā) (2012–2014, scenariusz napisany we współpracy z Takashim Nagasakim)
- Mujirushi (jap. 夢印) (2017–2018)
- Asadora! (jap. 連続漫画小説 あさドラ！ Renzoku manga shōsetsu Asadora!) (od 2018)

### One-shoty
- Swimmers (1979, niepublikowane do 13 maja 2003 w wydaniu Evening)
- Return (1981)
- Beta!! (1983, opublikowane w specjalnym wydaniu Golgo 13)[6]
- Odoru keikan (jap. 踊る警官) (1984)
- N・A・S・A (1988)
- Jigoro! (1994, obejmuje tytułowe serie Genroku yarō (jap. 元禄野郎) i A Bat & 2 Balls)[78]
- Shoki no Urasawa (jap. 初期のURASAWA) (2000)
- Tsuki ni mukatte nagero! (jap. 月に向かって投げろ!) (2006, scenariusz napisany we współpracy z Takashim Nagasakim)
- Kaijū ōkoku (jap. 怪獣王国) (2013)
- Damiyan! (jap. ダミヤン) (2016)
- It’s a Beautiful Day (jap. いっつあびゅうてぃふるでい) (2018, oryginalny szkic autorstwa muzyka Kenjiego Endo)
- Kushami Urasawa Naoki tanpenshū (jap. くしゃみ 浦沢直樹短編集) (2019)
- Dr. Toguro Dokuro no saigo (jap. Dr.トグロドクロの最期) (2021)

### Telewizja, film i radio
- 20-seiki shōnen: Honkaku kagaku bōken eiga (2008, współautor scenariusza filmu)[79]
- 20-seiki shōnen: Dai 2 shō – Saigo no kibō (2009, nadzorca scenariusza filmu)[80]
- 20-seiki shōnen: Saishū-shō – Bokura no hata (2009, współautor scenariusza filmu)[81]
- Tibet inu monogatari (jap. チベット犬物語) (2011, wstępne projekty postaci)
- Urasawa Naoki no manben (jap. 浦沢直樹の漫勉) (2014–2017, prowadzący program telewizyjny)
- Junji to Naoki (jap. 純次と直樹) (od 2017, współprowadzący audycję radiową)
- Nonfiction W Urasawa Naoki ~Tensai mangaka no owaranai tabi~ (jap. ノンフィクションＷ 浦沢直樹 ～天才漫画家の終わらない旅～) (2018, jako on sam)
- Seitan 90 shūnen kinen tokuban ~Tezuka Osamu no dengon~ (jap. 生誕90周年記念特番 ～手塚治虫の伝言～) (2018, współprowadzący audycję radiową)
- ZK/Zunō keisatsu 50 mirai e no kodō (jap. zk / 頭脳警察50 未来への鼓動) (2020, jako on sam)
- Urasawa Naoki no manben neo (od 2020, prowadzący program telewizyjny)[82]
- Boy (2021, wyreżyserował i zilustrował teledysk Kazuyoshiego Saito)
- Tenjō no hana (jap. 天上の花) (2022, jako Haruo Satō)
- Mr. Moonlight ~1966 The Beatles Budōkan kōen min’na de mita yume~ (jap. ミスタームーンライト～1966 ザ・ビートルズ武道館公演 みんなで見た夢～) (2023, jako on sam, autor plakatu filmu)[83]

### Inne prace
- Another Monster (2002, powieść napisana we współpracy z Takashim Nagasakim)
- Pleasure! (2003, okładka albumu dla Domino88)
- Dylan wo utau (jap. ディランを唄う) (2007, okładka albumu dla Kōjiego Wakuia)
- Dylan wo katarō (jap. ディランを語ろう) (2007, książka napisana wspólnie z Kōjim Wakuiem, zawierająca mangę Bob Bylan no dai bōken (jap. ボブ・ディランの大冒険))
- Manben (jap. 漫勉) (2008, artbook)
- Tensai ka jinsai ka: Izumiya Shigeru All Time Best (jap. 天才か人災か ～泉谷しげるオールタイムベスト～) (2010, okładka albumu dla Shigeru Izumiyi)[84]
- Gohan: Manzai Complete (jap. 『ご飯』～漫才コンプリート～) (2011, okładka płyty DVD dla Waraimeshi)[85]
- Pan: Warai no shin kyōchi (jap. 『パン』～笑いの新境地～) (2011, okładka płyty DVD dla Waraimeshi)[85]
- Naita aka oni (jap. 泣いた赤鬼) (2011, książka obrazkowa z opowiadaniami Kōsuke Hamady, wyprodukowana przez Takashiego Nagasakiego)[86]
- Kyon 30: Nantettatte 30 nen! (jap. Kyon30～なんてったって30年！～) (2012, jeden z wybierających piosenki dla Kyōko Koizumi)
- Hinshi no soroku tonya (jap. 瀕死の双六問屋) (2012, okładka książki w edycji kanzenban dla Kiyoshiro Imawano)[87]
- Be Hero (2014, okładka singla dla Fudanjuku)[88]
- Urasawa Naoki egaite egaite kaki makuru (jap. 浦沢直樹 描いて描いて描きまくる) (2016, podręcznik)
- Yano pia (jap. やのぴあ) (2016, okładka książki dla Akiko Yano)[89]
- Boy (2021, okładka singla dla Kazuyoshiego Saito)

## Nagrody i nominacje
| Nagroda                                                         | Rok  | Nominacja/Nominowany                             | Kategoria                                                           | Rezultat  | Źródło  |
| --------------------------------------------------------------- | ---- | ------------------------------------------------ | ------------------------------------------------------------------- | --------- | ------- |
| Międzynarodowy Festiwal Komiksu w Angoulême                     | 2004 | 20th Century Boys. Chłopaki z dwudziestego wieku | Nagroda za serię                                                    | Wygrana   | [ 90 ]  |
| Międzynarodowy Festiwal Komiksu w Angoulême                     | 2011 | Pluto                                            | Nagroda międzypokoleniowa                                           | Wygrana   | [ 91 ]  |
| Międzynarodowy Festiwal Komiksu w Angoulême                     | 2018 | Naoki Urasawa                                    | Fauve d’honneur                                                     | Wygrana   | [ 40 ]  |
| Międzynarodowy Festiwal Komiksu w Angoulême                     | 2018 | Naoki Urasawa                                    | Fauve Polar SNCF d’honneur                                          | Wygrana   | [ 40 ]  |
| Międzynarodowy Festiwal Komiksu w Angoulême                     | 2021 | Asadora!                                         | Wybór młodzieży                                                     | Nominacja | [ 92 ]  |
| Association des Critiques et des journalistes de Bande Dessinée | 2010 | Pluto                                            | Prix Asie-ACBD                                                      | Wygrana   | [ 93 ]  |
| Eagle Awards                                                    | 2012 | 20th Century Boys. Chłopaki z dwudziestego wieku | Ulubiona nowa manga                                                 | Wygrana   | [ 94 ]  |
| Nagroda Eisnera                                                 | 2007 | Monster                                          | Najlepsze amerykańskie wydanie materiału międzynarodowego – Azja    | Nominacja | [ 95 ]  |
| Nagroda Eisnera                                                 | 2007 | Monster                                          | Najlepsza kontynuowana seria                                        | Nominacja | [ 95 ]  |
| Nagroda Eisnera                                                 | 2008 | Monster                                          | Najlepsza kontynuowana seria                                        | Nominacja | [ 96 ]  |
| Nagroda Eisnera                                                 | 2009 | Monster                                          | Najlepsza kontynuowana seria                                        | Nominacja | [ 97 ]  |
| Nagroda Eisnera                                                 | 2009 | Monster                                          | Najlepsze amerykańskie wydanie materiału międzynarodowego – Japonia | Nominacja | [ 97 ]  |
| Nagroda Eisnera                                                 | 2010 | Naoki Urasawa                                    | Najlepszy pisarz/artysta                                            | Nominacja | [ 98 ]  |
| Nagroda Eisnera                                                 | 2010 | Pluto                                            | Najlepsze amerykańskie wydanie materiału międzynarodowego – Azja    | Nominacja | [ 98 ]  |
| Nagroda Eisnera                                                 | 2010 | Pluto                                            | Najlepsza seria limitowana lub wątek fabularny                      | Nominacja | [ 98 ]  |
| Nagroda Eisnera                                                 | 2010 | 20th Century Boys. Chłopaki z dwudziestego wieku | Najlepsza kontynuowana seria                                        | Nominacja | [ 99 ]  |
| Nagroda Eisnera                                                 | 2011 | 20th Century Boys. Chłopaki z dwudziestego wieku | Najlepsza kontynuowana seria                                        | Nominacja | [ 99 ]  |
| Nagroda Eisnera                                                 | 2011 | 20th Century Boys. Chłopaki z dwudziestego wieku | Najlepsze amerykańskie wydanie materiału międzynarodowego – Azja    | Wygrana   | [ 100 ] |
| Nagroda Eisnera                                                 | 2011 | Naoki Urasawa                                    | Najlepszy pisarz/artysta                                            | Nominacja | [ 101 ] |
| Nagroda Eisnera                                                 | 2012 | 20th Century Boys. Chłopaki z dwudziestego wieku | Najlepsza kontynuowana seria                                        | Nominacja | [ 99 ]  |
| Nagroda Eisnera                                                 | 2013 | 20th Century Boys. Chłopaki z dwudziestego wieku | Najlepsze amerykańskie wydanie materiału międzynarodowego – Azja    | Wygrana   | [ 102 ] |
| Nagroda Eisnera                                                 | 2015 | Master Keaton                                    | Najlepsze amerykańskie wydanie materiału międzynarodowego – Azja    | Nominacja | [ 103 ] |
| Nagroda Eisnera                                                 | 2016 | Master Keaton                                    | Najlepsze amerykańskie wydanie materiału międzynarodowego – Azja    | Nominacja | [ 104 ] |
| Nagroda Eisnera                                                 | 2019 | Naoki Urasawa                                    | Galeria sław Willa Eisnera                                          | Nominacja | [ 50 ]  |
| Nagroda Harveya                                                 | 2010 | Pluto                                            | Najlepsze amerykańskie wydanie materiału międzynarodowego           | Nominacja | [ 105 ] |
| Nagroda Harveya                                                 | 2010 | 20th Century Boys. Chłopaki z dwudziestego wieku | Najlepsze amerykańskie wydanie materiału międzynarodowego           | Nominacja | [ 106 ] |
| Nagroda Harveya                                                 | 2013 | 20th Century Boys. Chłopaki z dwudziestego wieku | Najlepsze amerykańskie wydanie materiału międzynarodowego           | Nominacja | [ 106 ] |
| Nagroda Harveya                                                 | 2021 | Asadora!                                         | Najlepsza manga                                                     | Nominacja | [ 107 ] |
| Nihon mangaka kyōkai shō                                        | 2008 | 20th Century Boys i 21th Century Boys            | Nagroda główna                                                      | Wygrana   | [ 108 ] |
| Japan Media Arts Festival                                       | 1997 | Monster                                          | Nagroda za doskonałość                                              | Wygrana   | [ 109 ] |
| Japan Media Arts Festival                                       | 2002 | 20th Century Boys. Chłopaki z dwudziestego wieku | Nagroda za doskonałość                                              | Wygrana   | [ 110 ] |
| Japan Media Arts Festival                                       | 2005 | Pluto                                            | Nagroda za doskonałość                                              | Wygrana   | [ 111 ] |
| Nagroda Kōdansha Manga                                          | 2001 | 20th Century Boys. Chłopaki z dwudziestego wieku | Ogólna                                                              | Wygrana   | [ 13 ]  |
| Lucca Comics Awards                                             | 2004 | Monster                                          | Najlepsza seria                                                     | Wygrana   | [ 112 ] |
| Lucca Comics Awards                                             | 2010 | Pluto                                            | Najlepsza seria                                                     | Wygrana   | [ 112 ] |
| Lucca Comics Awards                                             | 2012 | Billy Bat                                        | Najlepsza seria                                                     | Wygrana   | [ 112 ] |
| Lucca Comics Awards                                             | 2021 | Asadora!                                         | Najlepsza seria                                                     | Wygrana   | [ 112 ] |
| Max-und-Moritz-Preis                                            | 2014 | Billy Bat                                        | Najlepszy komiks międzynarodowy                                     | Wygrana   | [ 113 ] |
| Max-und-Moritz-Preis                                            | 2022 | Naoki Urasawa                                    | Nagroda za całokształt twórczości                                   | Wygrana   | [ 114 ] |
| Nagroda Seiun                                                   | 2008 | 20th Century Boys i 21th Century Boys            | Najlepszy komiks                                                    | Wygrana   | [ 115 ] |
| Nagroda Seiun                                                   | 2010 | Pluto                                            | Najlepszy komiks                                                    | Wygrana   | [ 116 ] |
| Nagroda Shōgakukan Manga                                        | 1989 | Yawara!                                          | Ogólna                                                              | Wygrana   | [ 8 ]   |
| Nagroda Shōgakukan Manga                                        | 2000 | Monster                                          | Ogólna                                                              | Wygrana   | [ 8 ]   |
| Nagroda Shōgakukan Manga                                        | 2002 | 20th Century Boys. Chłopaki z dwudziestego wieku | Ogólna                                                              | Wygrana   | [ 8 ]   |
| Nagroda Kulturalna im. Osamu Tezuki                             | 1999 | Monster                                          | Nagroda główna                                                      | Wygrana   | [ 10 ]  |
| Nagroda Kulturalna im. Osamu Tezuki                             | 2005 | Pluto                                            | Nagroda główna                                                      | Wygrana   | [ 10 ]  |